# Mount Calavite Wildlife Sanctuary
Das Mount Calavite Wildlife Sanctuary ist eines der ältesten Naturschutzgebiete der Philippinen. Es liegt im Nordwesten der Insel Mindoro in der Provinz Occidental Mindoro, die nächste Ortschaft ist Paluan. Das Naturschutzgebiet erstreckt sich auf einer Fläche von 18.150 Hektar und wurde am 28. Januar 1920 als ein Jagd- und Vogelschutzgebiet eingerichtet. Dieser Schutzstatus wurde am 26. Januar 1925 erweitert, mit der Executive Order No. 9, die dieses Gebiet auf einer Fläche von 17.000 Hektar als gesetzlich geschütztes Naturschutzgebiet ausweist.
Das Gebiet des Naturschutzgebietes ist ein gebirgiges Terrain, das seine größte Höhe am Mount Calavite mit 1510 Metern über dem Meeresspiegel erreicht. Das Gestein im Bereich des Naturschutzgebietes wird als Vor-Jura bis Jura Halcon-Umwandlungsgestein bezeichnet. Dies ist das älteste Gestein auf der Insel Mindoro und besteht hauptsächlich aus Speckstein, Phyllit und geringeren Anteilen anderer Mineralien und anderen metamorphen Gesteinen.
Bis in die jüngste Vergangenheit war das Gebiet hauptsächlich von Regenwäldern, die sich bis an die Küste erstreckten, bedeckt. Einige dieser Regenwälder wurden jedoch bei der Urbarmachung für die landwirtschaftliche Nutzung gerodet. In den Höhenlagen um den Mount Calavite erstrecken sich auch Grasländer, die dem Tamarau als Habitat dienen. Vom Tamarau sind nur kleine Bestände aufgezeichnet wurden.
In dem Mount Calavite Wildlife Sanctuary sind Bestände der Platentaube (Gallicolumba platenae), der Gefleckte Fruchttaube (Ducula carola), des Mindoro Hornvogels (Penelopides mindorensis) und des Mindoromistelfressers (Dicaeum retrocinctum) aufgezeichnet wurden.